# Dieburg
Dieburg is een gemeente in de Duitse deelstaat Hessen, gelegen in de Landkreis Darmstadt-Dieburg. De stad telt 15.537 inwoners.

## Geografie
Dieburg heeft een oppervlakte van 23,11 km² en ligt in het centrum van Duitsland, iets ten westen van het geografisch middelpunt.

## Geboren
- Jörg Roßkopf (1969), tafeltennisser

## Partnersteden
- Aubergenville (Frankrijk), sinds 1975
- Mladá Boleslav (Tsjechië), sinds 1997
- Vielau, een deelgemeente van Reinsdorf (Duitsland), sinds 1990

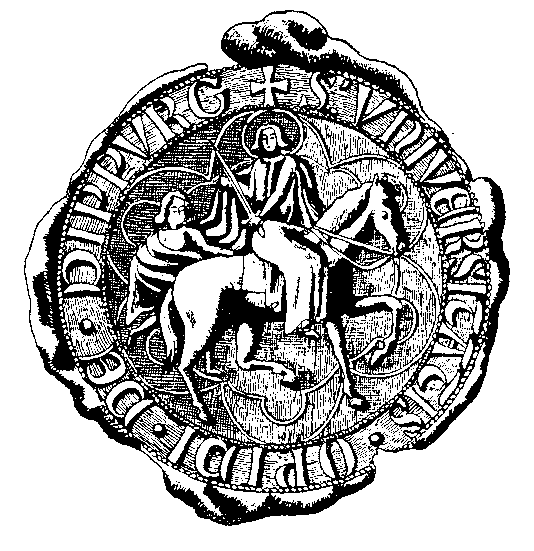
Het zegel van Dieburg

Alsbach-Hähnlein ·
Babenhausen ·
Bickenbach ·
Dieburg ·
Eppertshausen ·
Erzhausen ·
Fischbachtal ·
Griesheim ·
Groß-Bieberau ·
Groß-Umstadt ·
Groß-Zimmern ·
Messel ·
Modautal ·
Mühltal ·
Münster ·
Ober-Ramstadt ·
Otzberg ·
Pfungstadt ·
Reinheim ·
Roßdorf ·
Schaafheim ·
Seeheim-Jugenheim ·
Weiterstadt